# Ida Nowakowska

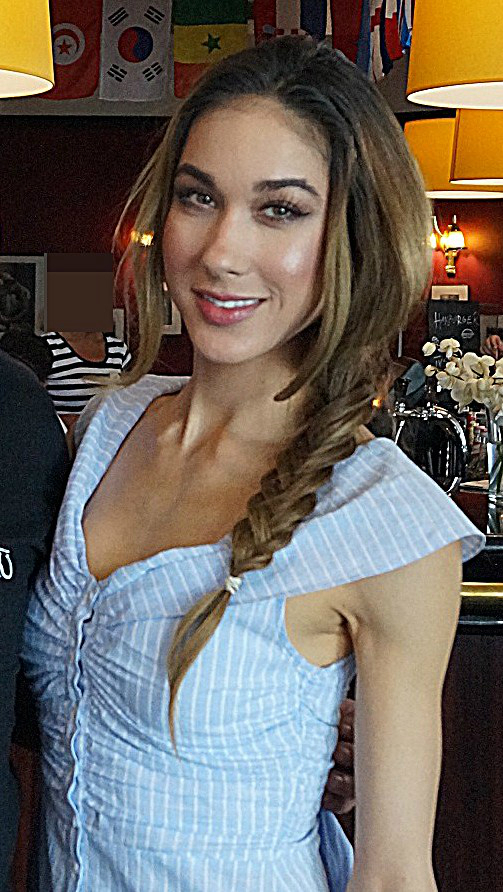
Ida Nowakowska

Ida Victoria Nowakowska-Herndon (Varsavia, 7 dicembre 1990) è un'attrice, ballerina e conduttrice televisiva polacca con cittadinanza statunitense.

## Biografia

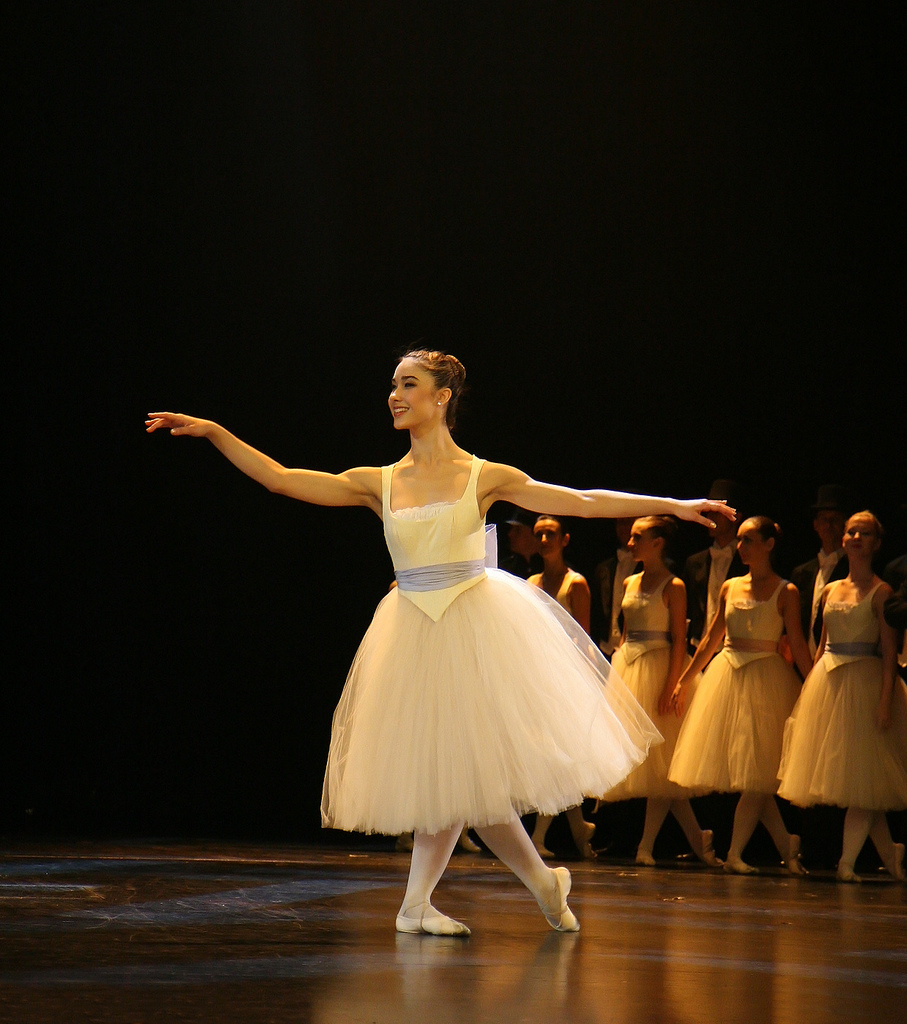
Ida Nowakowska durante lo spettacolo "Il Fantasma dell'Opera" al Teatro Musicale "Roma", 11 ottobre 2008

Nata nella capitale polacca, suo padre è lo scrittore polacco Marek Nowakowski e la madre Joanna Maria Żamojdo, nipote del pittore Jan Lebenstein. Fin dall'infanzia possiede la doppia cittadinanza polacco-statunitense.
Si è diplomata alla General Ballet School di R. Turczynowicz a Varsavia. Nel 2014 si è laureata presso il dipartimento di recitazione di teatro, cinema e televisione presso l'Università della California, a Los Angeles, e contemporaneamente ha studiato presso la Facoltà di Scienze Politiche dell'Università con una specializzazione in relazioni internazionali.
Nel 2007, partecipa alla versione polacca di So You Think You Can Dance (chiamata You Can Dance - Po prostu Tańcz!), in onda su TVN, classificandosi tra i primi 10.
Nel 2016 ritorna a You Can Dance - Po prostu Tańcz!, questa volta come giudice accanto a Agustin Egurrola, Michał Piróg e al vincitore della prima edizione del programma Maciej Florek.
Il 24 novembre 2019 ha condotto da Gliwice, insieme ad Aleksander Sikora e Roksana Węgiel, il Junior Eurovision Song Contest 2019. Nello stesso anno partecipa come giudice alla versione polacca di Dance Dance Dance e al programma statunitense The World's Best, condotto da James Corden.
Nel 2020 prende le vesti di conduttrice, insieme a Tomasz Kammel, alla versione polacca di The Voice Kids. Nello stesso anno conduce da Varsavia il Junior Eurovision Song Contest 2020, insieme a Rafał Brzozowski e a Małgorzata Tomaszewska, diventando la prima persona a condurre per due volte consecutive l'evento. Nel 2021 e nel 2022 ha presentato i voti della giuria polacca all'Eurovision Song Contest.

## Programmi televisivi
- You Can Dance - Po prostu Tańcz! (TVN, 2007, 2016)[5]
- Junior Bake Off (TVP2, 2018)
- Junior Eurovision Song Contest (TVP1, 2019-2020)
- The World's Best (CBS, 2019)
- Dance Dance Dance (TVP2, dal 2019) Giudice
- The Voice Kids (TVP2, dal 2020)
- Eurovision Song Contest (TVP1, 2021-2022) Portavoce